# Liste der Bodendenkmäler in Taufkirchen (Landkreis Mühldorf am Inn)
Auf dieser Seite sind die Bodendenkmäler in der oberbayerischen Gemeinde Taufkirchen zusammengestellt. Diese Tabelle ist eine Teilliste der Liste der Bodendenkmäler in Bayern. Grundlage ist die Bayerische Denkmalliste, die auf Basis des Bayerischen Denkmalschutzgesetzes vom 1. Oktober 1973 erstmals erstellt wurde und seither durch das Bayerische Landesamt für Denkmalpflege geführt wird. Die folgenden Angaben ersetzen nicht die rechtsverbindliche Auskunft der Denkmalschutzbehörde.

## Bodendenkmäler der Gemeinde Taufkirchen

### Bodendenkmäler in der Gemarkung Taufkirchen
| Lage                   | Objekt | Akten-Nr.     | Bild |
| ---------------------- | --- | ------------- | ---- |
| Taufkirchen (Standort) | Untertägige spätmittelalterliche und frühneuzeitliche Befunde im Bereich der Katholischen Pfarrkirche St. Jakobus in Taufkirchen. Siehe auch: St. Jakobus (Taufkirchen)            | D-1-7840-0203 |      |
| Taufkirchen (Standort) | Untertägige spätmittelalterliche und frühneuzeitliche Befunde im Bereich der Katholischen Filialkirche Mariä Himmelfahrt in Pietenberg. Siehe auch: Mariä Himmelfahrt (Pietenberg) | D-1-7840-0205 |      |
| Taufkirchen (Standort) | Untertägige spätmittelalterliche und frühneuzeitliche Befunde im Bereich der Katholischen Filialkirche St. Valentin in Pettenham. Siehe auch: St. Valentin (Pettenham)             | D-1-7840-0207 |      |
| Taufkirchen (Standort) | Untertägige mittelalterliche und frühneuzeitliche Befunde im Bereich der Katholischen Filialkirche St. Georg in Sonham und ihres Vorgängerbaus. Siehe auch: St. Georg (Sonham)     | D-1-7840-0209 |      |

### Bodendenkmäler in der Gemarkung Zeiling
| Lage               | Objekt                                               | Akten-Nr.     | Bild |
| ------------------ | ---------------------------------------------------- | ------------- | ---- |
| Zeiling (Standort) | Verebnete Grabhügel vorgeschichtlicher Zeitstellung. | D-1-7840-0043 |      |
| Zeiling (Standort) | Siedlung vor- und frühgeschichtlicher Zeitstellung.  | D-1-7840-0200 |      |
| Zeiling (Standort) | Siedlung vor- und frühgeschichtlicher Zeitstellung.  | D-1-7840-0201 |      |